# Niemiecka Wspólnota „Pojednanie i Przyszłość”
Niemiecka Wspólnota „Pojednanie i Przyszłość” – stowarzyszenie rejestrowe, działające od 1994 roku.
Stowarzyszenie zostało powołane do życia na spotkaniu założycielskim, które odbyło się 1 lutego 1991 roku w Katowicach. Niemiecka Wspólnota ‘Pojednanie i Przyszłość” dysponuje własnym dwujęzycznym pismem „Hoffnung”

## Cel i środki działania
Niemiecka Wspólnota stawia sobie za cel:
1. Pełnienie roli łącznika pomiędzy ludnością pochodzenia niemieckiego a społeczeństwem polskim.
2. Służenie wszystkim organizacjom skupiającym ludność pochodzenia niemieckiego, pomocą i doradztwem na terenie Rzeczypospolitej Polskiej.
3. Kultywowanie tradycji niemieckiej kultury, oświaty i języka.
4. Dążenie do zrównania w prawach mniejszości niemieckiej w Polsce z innymi mniejszościami narodowymi.
5. Reprezentowanie Obywateli pochodzenia niemieckiego wobec organów władzy i administracji oraz wobec niemieckich organów władzy i administracji.
6. Znajdowanie elementów łączących kultury polską i niemiecką.
7. Pomoc w rozwiązywaniu wszelkich problemów nurtujących całą społeczność na terenach, na których zamieszkuje ludność niemiecka i polska.
8. Ratowanie Górnego Śląska przed cywilizacyjną zapaścią, a w tym:
  - degradacją ekologiczną,
  - degradacją zdrowotną,
  - zapaścią gospodarczą,
  - zapóźnieniem kulturalno-oświatowym,
  - degradacją socjalną.
9. Kształtowanie świadomości współczesnej niemieckości, wolnej od nacjonalizmów, w duchu szacunku dla innych narodów ich dorobku kulturowego, w duchu tolerancji demokratyzmu i europejskiego myślenia.

Cele te Niemiecka Wspólnota „Pojednanie i Przyszłość” osiąga przez:
1. Pielęgnowanie języka, kultury i historii niemieckiej w drodze organizowania szkolnictwa w języku niemieckim, kursów nauczania języka niemieckiego, organizowanie szkół i przedszkoli oraz bibliotek, placówek kulturalnych i opiekuńczych.
2. Organizowanie sympozjów naukowych w dziedzinie wiedzy historycznej i politycznej, o dziejach sąsiedztwa niemiecko-polskiego, nie zawsze wolnego od konfliktów, lecz również wiekami służącego rozwojowi cywilizacyjnemu, a także o współczesnych perspektywach niemiecko-polskiej współpracy na gruncie wspólnych interesów.
3. Udzielanie skutecznej pomocy w zakresie restrukturyzacji przemysłu i infrastruktury Górnego Śląska ze szczególnym uwzględnieniem problemów ekologicznych tego regionu w harmonijnej współpracy z polskimi partnerami.
4. Popieranie wspólnych niemiecko-polskich działań, których celem jest poprawa infrastruktury i warunków życia, oraz rozwój gospodarczy, szczególnie w miastach Górnego Okręgu Przemysłowego.
5. Organizowanie skutecznego systemu pomocy socjalnej i opieki społecznej, zwłaszcza w dużych miastach Górnego Śląska.
6. Organizowanie niemieckojęzycznych środków masowego przekazu, oraz możliwości artykułowania się w istniejących w kraju masmediach.
7. Zagwarantowanie równoprawnej reprezentacji ludności pochodzenia niemieckiego w lokalnych władzach samorządowych i wojewódzkich, jak i w parlamencie, szczególnie na terenach skupiających tę ludność.
8. Zwalczanie wszelkich przejawów dyskryminacji w dostępie do zatrudnienia w administracji państwowej i samorządowej i innych instytucjach użyteczności publicznej, a także w życiu politycznym.
9. Zapewnienie szczególnej pomocy i wsparcia organizacyjno-światowego dla dzieci i młodzieży pochodzenia niemieckiego.
10. Reprezentowanie interesów mniejszości niemieckiej wobec krajowych międzynarodowych i ponadnarodowych organów i organizacji zajmujących się problemami ochrony mniejszości narodowych.
11. Współdziałanie ze wszystkimi stowarzyszeniami, organizacjami i grupami roboczymi mniejszości niemieckiej w Rzeczypospolitej Polskiej zwłaszcza na Górnym Śląsku na zasadach, które umożliwią pełną realizację zadań statutowych.
12. Współpracę z regionalnymi i ogólnokrajowymi stowarzyszeniami polskimi: kulturalno-oświatowymi, naukowymi i społeczno-politycznymi w zakresie podstawowych celów i zadań niniejszego statutu.
13. Współpracę z regionalnymi i ogólnokrajowymi stowarzyszeniami niemieckimi: kulturalno-oświatowymi, naukowymi i społeczno-politycznymi poza granicami Rzeczypospolitej Polskiej w zakresie podstawowych celów i zadań statutu.
14. Podejmowanie działań zmierzających do pozyskania wsparcia moralno-politycznego i organizacyjno-finansowego w kraju i poza granicami dla inicjowania przedsięwzięć statutowych.
15. Rozwijanie współpracy z organami władzy i administracji Rzeczypospolitej Polskiej i Niemiec w kraju i poza jego granicami, oraz ze stowarzyszeniami międzynarodowymi w zakresie celów i zadań statutowych.
16. Powołanie fundacji Niemieckiej Wspólnoty „Pojednanie i Przyszłość”.
17. Organizowanie konferencji, odczytów, wystaw i innych form informacyjno-szkoleniowych popularyzatorskich.
18. Prowadzenie działalności gospodarczej w kraju i poza jego granicami.
19. Popularyzację sprzętu i turystyki.
20. Prowadzenie działalności edytorsko-wydawniczej i kolportażu prasy i wydawnictw własnych i powierzonych niemieckojęzycznych.
21. Prowadzenie pośrednictwa pracy na zasadach uzgodnionych w trybie ustawy o zatrudnieniu z Ministrem Pracy i Polityki Socjalnej oraz jego odpowiednikiem w Niemczech.
22. Rozpowszechnianie filmów i kaset video, oraz płyt i kaset fonicznych na zasadach przewidzianych w przepisach szczególnych i zachowaniem praw autorskich.

## Akcja władz polskich
W 1998 znaleziono w archiwach likwidowanej kopalni w Sosnowcu akta kilkunastu tysięcy ludzi, którzy zginęli w zorganizowanym tam po wojnie obozie pracy i przekazano je stowarzyszeniu. Urząd Ochrony Państwa już następnego dnia po konferencji prasowej informującej o znalezisku wszedł do siedziby stowarzyszenia, wyniósł je i przekazał do Archiwum Państwowego.